# Dino De Laurentiis
Dino De Laurentiis, de nom real, Agostino De Laurentiis (8 d'agost de 1919, Torre Annunziata, Campània, Itàlia - Los Angeles, 10 de novembre de 2010) va ser un productor de cinema italià. Fou, amb Carlo Ponti (1912-2007), un dels dos grans productors que posaren el cinema italià sobre l'escena internacional en acabar la Segona Guerra Mundial. Va produir o coproduir més de dos centenars de pel·lícules, de les quals 38 van ser candidates als Oscars. Va tenir també una breu carrera d'actor al final dels anys 1930 i al començament dels 40.

## Biografia
Era fill de fabricants de pastes, pastes que vendria ell mateix al carrer en la seva infantesa.
Pensant fer-se actor, s'inscriu al Centre de cinema experimental de Roma. Es guanya la vida com a accessorista o ajudant de director, després opta per a la direcció de fotografia. Però, quan té tot just 20 anys, produeix les seves primeres pel·lícules: L'Ultimo combattimento de Piero Ballerini (1940) i L'amore canta (1941) que aconsegueixen l'èxit.
Des de la seva primera producció, ha finançat prop de 150 pel·lícules. El 1946, la seva companyia Dino De Laurentiis Cinematografica es consagra a la producció. Durant els primers decennis, sovint associat al productor Carlo Ponti, De Laurentiis produeix pel·lícules neorealistes com Arròs amarg (1949), així com dos clàssics dels anys 1950 de Federico Fellini: La strada i Les nits de la Cabiria.
En els anys 1960, Dino De Laurentiis construeix els seus vastos estudis anomenats «Dinocitta» on seran rodades La Bíblia de John Huston i L'estranger de Luchino Visconti. Però aquests estudis tancaran en els anys 1970 per una sèrie de fracassos financers. Durant aquest període, produeix un succedani de James Bond, Ramdam a Rio, un spaghetti western el 1966, Navajo Joe, una pel·lícula sobre la Segona Guerra Mundial, Lo Sbarco di Anzio el 1968 i, el mateix any, dues adaptacions de films còmiques d'èxit: Barbarella i Diabolik. El 1972, produeix Cosa Nostra, pel·lícula franco-italiana estrenada el mateix any que l'altra pel·lícula mítica sobre la màfia El Padrí; és també l'any en què s'instal·la als Estats Units. Guanya un gran èxit crític amb Ragtime el 1981, però produeix també pel·lícules molt comercials amb més o menys èxit, un remake de King Kong el 1976 Conan el Bàrbar o Duna que serà un fracàs comercial. Produeix igualment pel·lícules d'autor com Vellut blau de David Lynch o Els tres dies del Còndor de Sydney Pollack.
De Laurentiis també ha produït la majoria de les pel·lícules on intervé el personatge d'Hannibal Lecter creat pel novel·lista Thomas Harris. El 1986, produeix el primer Manhunter, sense tanmateix produir-ne la continuació El silenci dels anyells (1991). Per contra, va ser el productor dels opus següents: Hannibal el 2001, Drac Vermell el 2002 (remake de Manhunter), Hannibal Rising el 2007 (episodi explicant com el Dr. Lecter esdevé un assassí en sèrie).
En les seves tries, privilegia les adaptacions de llibres d'èxit com Barabbas el 1961, La Bíblia el 1966 o Dune el 1984.
El director italià va morir l'11 de novembre de 2010 a Los Angeles a l'edat de 91 anys.

## Vida íntima
Era germà del productor Luigi De Laurentiis (1917-1992). Va estar casat 40 anys amb l'actriu Silvana Mangano (1930-1989) de 1949 a 1989. Junts van tenir quatre fills, entre els quals la productora Raffaella De Laurentiis (nascuda el 1954). Però la parella es va separar després de la mort del seu únic fill, Federico, el 1981 en un accident d'avió a Alaska i es divorciarien poc abans de la mort de Silvana. De Laurentiis es va casar de nou amb Martha Schumacher amb qui va tenir dues filles.

## Filmografia

### Com a productor
- 1948: Il Cavaliere misterioso de Riccardo Freda, amb Vittorio Gassman, Yvonne Sanson, Gianna Maria Canale
- 1954: La strada de Frederico Fellini, amb Giulietta Masina, Anthony Quinn
- 1954: Mambo de Robert Rossen, amb Silvana Mangano, Michael Rennie, Vittorio Gassman i Shelley Winters
- 1954: Ulisses de Mario Camerini, a partir de L'Odissea d'Homer, amb Kirk Douglas, Silvana Mangano i Anthony Quinn
- 1957: Les nits de la Cabiria (El notti di Cabiria) de Federico Fellini, amb Giulietta Masina, François Périer
- 1958: This Angry Age de René Clément, adaptació de la novel·la de Marguerite Duras, amb Silvana Mangano, Anthony Perkins i Jo Van Fleet
- 1961: Barabbas de Richard Fleischer, segons la novel·la de Pär Lagerkvist, amb Anthony Quinn, Silvana Mangano, Jack Palance i Vittorio Gassman
- 1966: La Bíblia (The Bible: In the Beginning...) de John Huston, a partir de El Llibre del Gènesi, amb Ava Gardner, Stephen Boyd, Peter O'toole
- 1968: Diabolik de Mario Bava, segons l'heroi del còmic de Luciana & Angela Giussani, amb John Phillip Law, Michel Piccoli, Marisa Mell
- 1968: Barbarella de Roger Vadim, segons l'heroïna del còmic de Jean-Claude Forest, amb Jane Fonda, John Phillip Law
- 1968: L'odissea, sèrie de televisió de Franco Rossi, segons el poema d'Homer, amb Bekim Fehmiu, Irène Papas
- 1970: Un home anomenat Sledge
- 1972: Cosa Nostra de Terence Young, amb Charles Bronson
- 1975: Els tres dies del Còndor (Three Days of the Còndor) de Sydney Pollack, amb Robert Redford, Faye Dunaway, Cliff Robertson, Max von Sydow
- 1976: King Kong de John Guillermin, amb Jessica Lange i Jeff Bridges
- 1980: Flash Gordon de Mike Hodges, a partir de l'heroi del còmic d'Alexandre Gillespie Raymond, amb Sam J. Jones, Max von Sydow, Ornella Muti
- 1982: Conan el Bàrbar (Conan the Barbarian) de John Milius, segons les novel·les de Robert E. Howard, amb Arnold Schwarzenegger
- 1984: Dune de David Lynch, adaptació de la novel·la de Frank Herbert, amb Sting i Silvana Mangano
- 1985: Manhattan Sud (Year of the Dragon) de Michael Cimino, amb Mickey Rourke, John Lone
- 1986: Manhunter de Michael Mann, segons la novel·la Red Dragon de Thomas Harris, amb William Petersen, Brian Cox
- 1986: Maximum Overdrive de Stephen King, segons la seva novel·la Trucks, amb Emilio Estévez, Pat Hingle
- 1990: Desperate Hours de Michael Cimino, amb Mickey Rourke, Anthony Hopkins
- 2001: Hannibal de Ridley Scott, adaptació de la novel·la de Thomas Harris, amb Anthony Hopkins, Julianne Moore
- 2002: Red Dragon de Brett Ratner, adaptació de la novel·la de Thomas Harris, amb Anthony Hopkins
- 2006: Hannibal Rising de Peter Webber, adaptació de la novel·la de Thomas Harris, amb Gaspard Ulliel

### Com a actor
- 1938: L'Orologio a cucù (The Cuckoo Clock) réalisé per Camillo Mastrocinque

## Les companyies de producció
- Dino De Laurentiis Company
- Dino De Laurentiis Cinematografica